# Kiah palanu
Kiah palanu är en insektsart som beskrevs av Otte, D. och R.D. Alexander 1983. Kiah palanu ingår i släktet Kiah och familjen Mogoplistidae. Inga underarter finns listade i Catalogue of Life.